# Comuna Movila Miresii, Brăila
Movila Miresii (în trecut, și Mototolea sau Măgura Miresii) este o comună în județul Brăila, Muntenia, România, formată din satele Esna, Movila Miresii (reședința) și Țepeș Vodă.

## Așezare
Comuna se află în zona centrală a județului și este traversată de șoseaua națională DN22, ce leagă Brăila de Râmnicu Sărat. La Movila Miresii, acest drum se intersectează cu șoseaua județeană DJ202B, care o leagă spre sud de Traian și spre nord de Gemenele și Scorțaru Nou. Prin extremitatea sudică a comunei trece calea ferată Buzău–Brăila, pe care este deservită de stația Urleasca. Pe teritoriul comunei se află patru lacuri: Lacul Sărat, Seaca, Lutu Alb și Opreanu.

## Demografie
Componența etnică a comunei Movila Miresii
     Români (87,78%)
     Romi (7,31%)
     Alte etnii (0,11%)
     Necunoscută (4,79%)
Componența confesională a comunei Movila Miresii
     Ortodocși (94,66%)
     Alte religii (0,43%)
     Necunoscută (4,9%)
Conform recensământului efectuat în 2021, populația comunei Movila Miresii se ridică la 3.692 de locuitori, în scădere față de recensământul anterior din 2011, când fuseseră înregistrați 4.051 de locuitori. Majoritatea locuitorilor sunt români (87,78%), cu o minoritate de romi (7,31%), iar pentru 4,79% nu se cunoaște apartenența etnică. Din punct de vedere confesional, majoritatea locuitorilor sunt ortodocși (94,66%), iar pentru 4,9% nu se cunoaște apartenența confesională.

## Politică și administrație
Comuna Movila Miresii este administrată de un primar și un consiliu local compus din 13 consilieri. Primarul, Dumitru Panțuru[*], de la Partidul Social Democrat, este în funcție din 2004. Începând cu alegerile locale din 2024, consiliul local are următoarea componență pe partide politice:
|  | Partid                          | Consilieri | Componența Consiliului | Componența Consiliului | Componența Consiliului | Componența Consiliului | Componența Consiliului | Componența Consiliului | Componența Consiliului | Componența Consiliului |
|  | ------------------------------- | ---------- | ---------------------- | ---------------------- | ---------------------- | ---------------------- | ---------------------- | ---------------------- | ---------------------- | ---------------------- |
|  | Partidul Social Democrat        | 8          |                        |                        |                        |                        |                        |                        |                        |                        |
|  | Partidul Național Liberal       | 4          |                        |                        |                        |                        |                        |                        |                        |                        |
|  | Alianța pentru Unirea Românilor | 1          |                        |                        |                        |                        |                        |                        |                        |                        |

## Istorie
Cel mai vechi dintre satele comunei este Esna, înființat în 1862. Satul de reședință a luat naștere pe locul târlelor denumite Mototolea, în 1878, odată cu împroprietărirea însurățeilor. La sfârșitul secolului al XIX-lea, comuna era formată doar din satul de reședință, aflat în plasa Ianca a județului Brăila, și având o populație de 1029 de locuitori. În comună funcționau o moară de vânt, o biserică zidită de locuitori în 1889, o școală de băieți cu 80 de elevi înființată în 1884 și una de fete, cu 16 eleve. Pe atunci, satul Esna, cu 325 de locuitori, făcea parte din comuna Urleasca.
În 1925, comuna este consemnată în Anuarul Socec în aceeași plasă, și cu o populație de 2449 locuitori. Pe teritoriul comunei Urleasca, a apărut în 1921 și satul Țepeș Vodă, în urma unei noi împroprietăriri; acest sat a fost transferat în 1931 comunei Movila Miresii. În 1950, ea a fost inclusă în raionul Brăila din regiunea Galați. În 1968, reorganizarea administrativă a readus comuna în județul Brăila, reînființat, iar comuna Urleasca a fost desființată, satul Esna trecând și el la comuna Movila Miresii.